# Трубчастий колодязь
Трубчастий колодязь (свердловина, колонка) — інженерна споруда, що є вертикальною виробкою з невеликим розміром поперечного перерізу круглої форми, що призначена для забору підземних вод, розташованих на різній глибині.
Складові частини трубчастого колодязя:
1. колона обсадних труб
2. фільтр
3. відстійник
4. гирло
5. оголовок
6. шахта (для установки арматури)